# Nuôi cừu

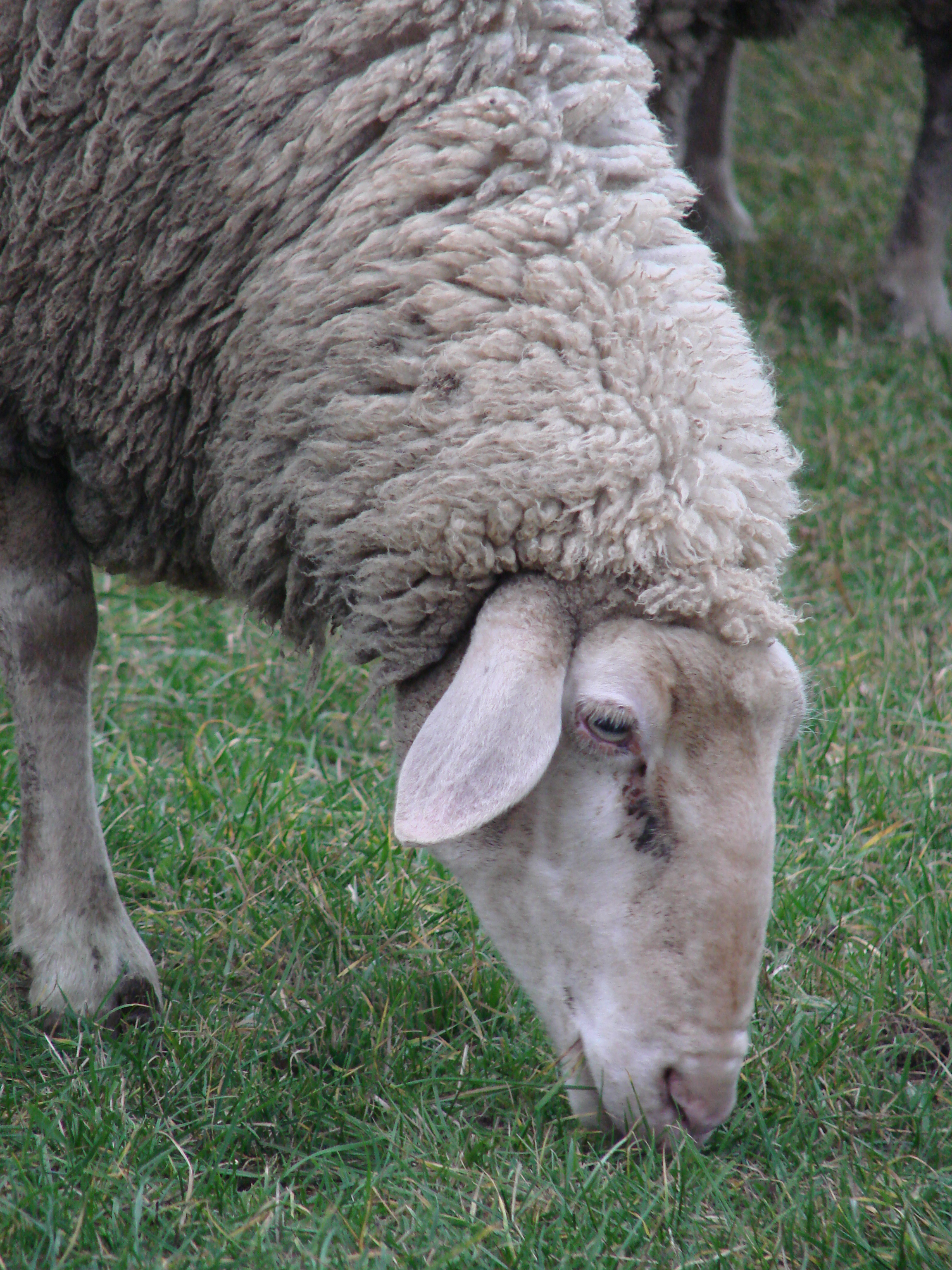
Một con cừu đang gặm cỏ

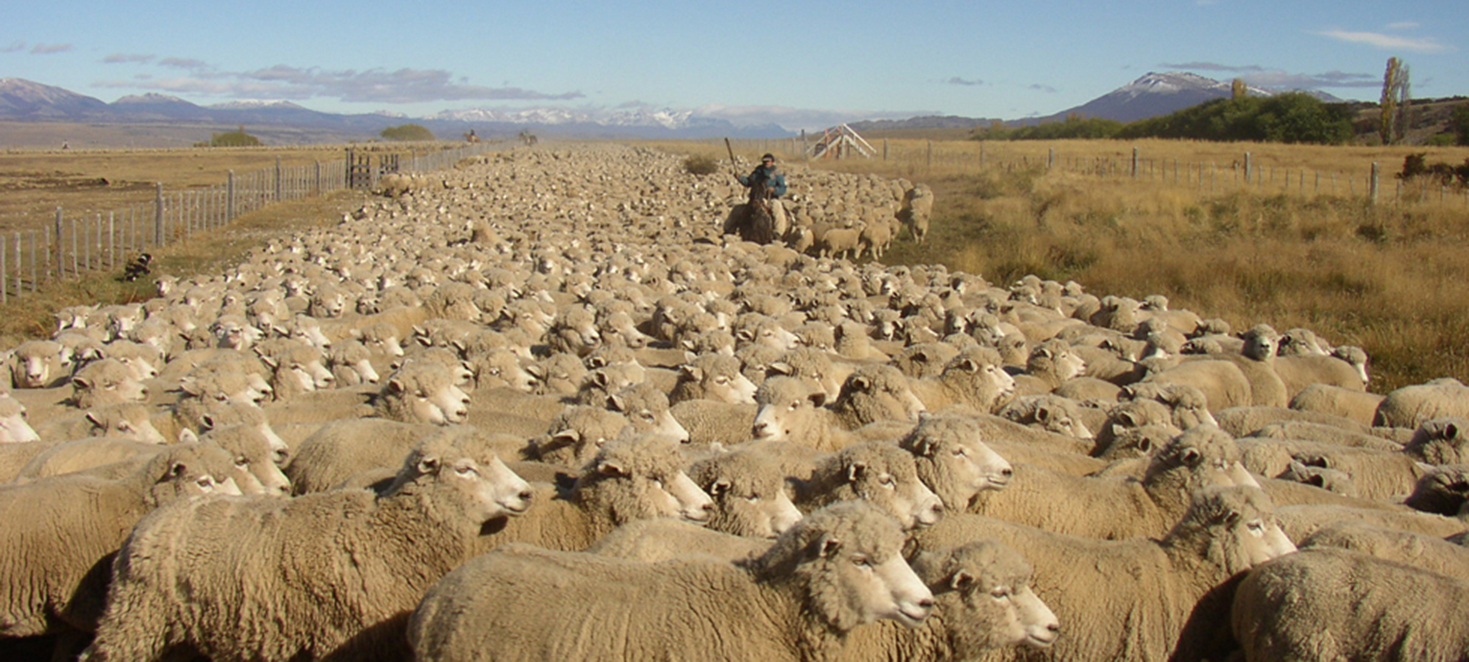
Cừu ở Patagonia, Argentina

Nuôi cừu hay chăn nuôi cừu là việc thực hành chăn nuôi các giống cừu. Đây là một bộ phận trong chăn nuôi gia súc. Cừu được chăn nuôi để lấy các sản phẩm quan trọng như thịt cừu, sữa cừu, lông cừu, da cừu và các sản phẩm khác. Đây là một trong những loài gia súc được con người thuần hóa sớm nhất để lấy lông, thịt, sữa, mỡ và da. Đàn cừu trên thế giới hiện nay là trên 1 tỷ con. Cừu vẫn là một loại gia súc cung cấp thịt và lông quan trọng cho đến ngày nay, và người ta cũng lấy da, sữa và động vật cho nghiên cứu khoa học. Cừu là một trong số ít động vật được nuôi để lấy thịt,thịt cừu là một thực phẩm phổ biến ở nhiều nước châu Âu, châu Mỹ và châu Á, ở những vùng thảo nguyên.

## Tổng quan
Cừu nuôi hiện nay có nguồn gốc xa xưa từ những loài cừu núi ở Iran và vùng bắc Ấn Độ. Tới nay, nó được nuôi suốt từ Bắc Âu tới tận các vùng nhiệt đới. Cừu là loài dễ nuôi, khả năng tận dụng thức ăn rất cao, chịu đựng kham khổ và chống chịu bệnh tật tốt. Khối lượng cừu trưởng thành khá lớn, con đực đạt 52 kg, con cái đạt 35 kg, tỷ lệ thịt xẻ hay tỷ lệ xẻ thịt của chúng đạt 40 -43% (trung bình lên tới 41,62%), tỷ lệ thịt tinh (thịt lọc) đạt 28,62%-30%. Thị trường thịt cừu lại rộng mở, luôn hút hàng, giá mỗi kg thịt cừu hơi ở một số nơi hiện nay như Việt Nam cũng vào khoảng 40.000 - 45.000đ/kg. So với dê, hàm lượng các chất dinh dưỡng ở thịt cừu không thua kém. Thịt cừu ngon, giàu chất dinh dưỡng lại ít mỡ, hàm lượng cholesteron thấp cộng thêm tâm lý cừu chỉ ăn cỏ nên sạch vì thế thịt cừu đang được người tiêu dùng nhiều nơi lựa chọn. 

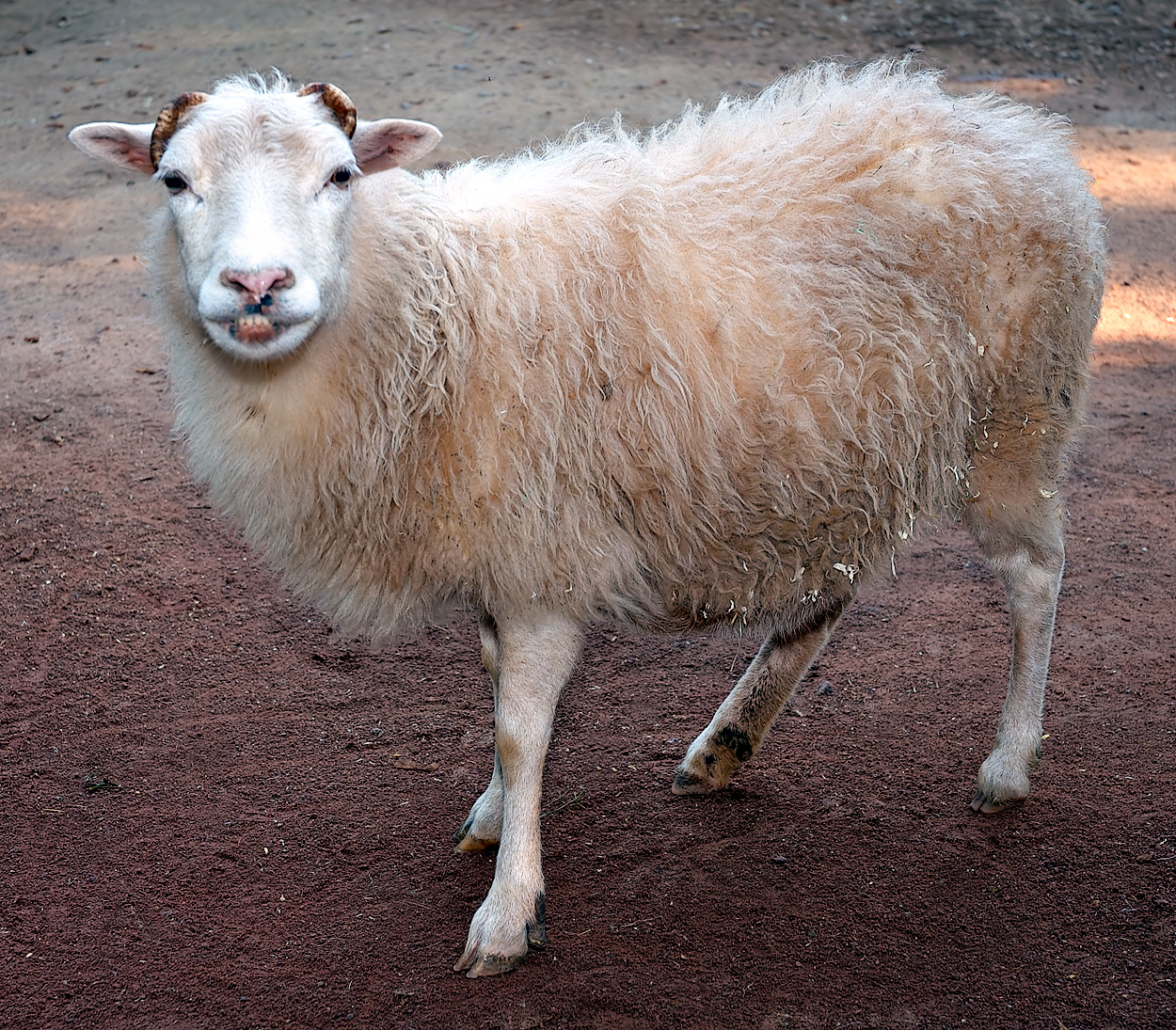
Một số giống cừu có khối lượng trưởng thành khá lớn, con đực đạt 52 kg tỷ lệ xẻ thịt chúng đạt 40-43%

Cừu có tính bầy đàn cao nên dễ quản lý, chúng thường đi kiếm ăn theo đàn nên việc chăm sóc và quản lý rất thuận lợi. Cừu cũng là loài dễ nuôi, mau lớn, ít tốn công chăm sóc, ít bệnh tật, chuồng trại lại đơn giản và rẻ tiền, việc chăn thả cũng rất đơn giản, buổi sáng thả ra để chúng lên núi kiếm ăn, đến tối mới lùa về chuồng, chúng còn thích nghi với mọi địa hình từ đồng bằng đến vùng đồi núi, chẳng hạn ở Ninh Thuận là vùng khô và nóng nhất, ở đây nóng nhưng cừu không biết nóng, ngay giữa trưa nắng oi bức thế nhưng những con cừu vẫn tha thẩn tìm những ngọn cỏ hiếm hoi, cả đàn cừu vẫn lặng lẽ, kiên trì kiếm ăn giữa trời nắng nóng như thiêu đốt.
So với chăn nuôi bò thì cừu là vật nuôi dễ tính hơn, thức ăn của cừu rất đa dạng, thức ăn của cừu là những loại không cạnh tranh với lương thực của người, thậm chí, nó còn ăn cả những loại mà không loài nào ăn được ví dụ như xương rồng có trong thiên nhiên hoang dã. Nhìn chung, thức ăn chủ yếu là cỏ và cây bụi, chúng ăn được nhiều loại cây cỏ, chúng ăn cả thức ăn thô xanh (như các loại cỏ, các loại lá cây...), thức ăn thô khô (như các loại cỏ khô) cùng các loại thức ăn ủ chua, thức ăn củ quả các loại phụ phẩm của công nghiệp thực phẩm. Vào mùa khô, có thể cho cừu ăn thêm thức ăn tinh (như cám, bột ngô, bột mì...). Tuy nhiên, thức ăn thô vẫn là chủ yếu. Cừu là động vật có vú ăn rất nhiều cỏ. Hầu hết chúng gặm cỏ và ăn các loại cỏ khô khác, tránh các phần thực vật có gỗ nhiều, chúng là động vật nhai lại, an toàn hơn chăn thả gia súc, vì chúng phải hạ thấp đầu trong khi ăn nên dễ bị các động vật ăn thịt tấn công, trong khi nhai lại thì không.
Cừu có chế độ hoạt động ban ngày, ăn từ sáng đến tối, thỉnh thoảng dừng lại để nghỉ ngơi và nhai lại. Đồng cỏ lý tưởng cho cừu như cỏ, Họ Đậu. Khác với thức ăn gia súc, thức ăn chính của cừu trong mùa đông là cỏ khô. Khả năng phát triển tốt của chúng thường trên các đồng cỏ tùy theo giống, như tất cả cừu có thể tồn tại theo chế độ ăn này. Trong một số khẩu phần ăn của cừu cũng bao gồm các khoáng chất, hoặc trộn với lượng ít. Nguồn nước uống là nhu cầu cơ bản của cừu. Lượng nước cần cho cừu biến động theo mùa và loại và chất lượng thực phẩm mà chúng tiêu thụ. Khi cừu ăn nhiều trong các tháng đầu tiên và có mưa (kể cả sương, khi cừu ăn vào sáng sớm), cừu cần ít nước hơn. Khi cừu ăn nhiều cỏ khô thì chúng cần nhiều nước. Cừu cũng cần uống nước sạch, và có thể không uống nếu nước có tảo hoặc chất cặn. 

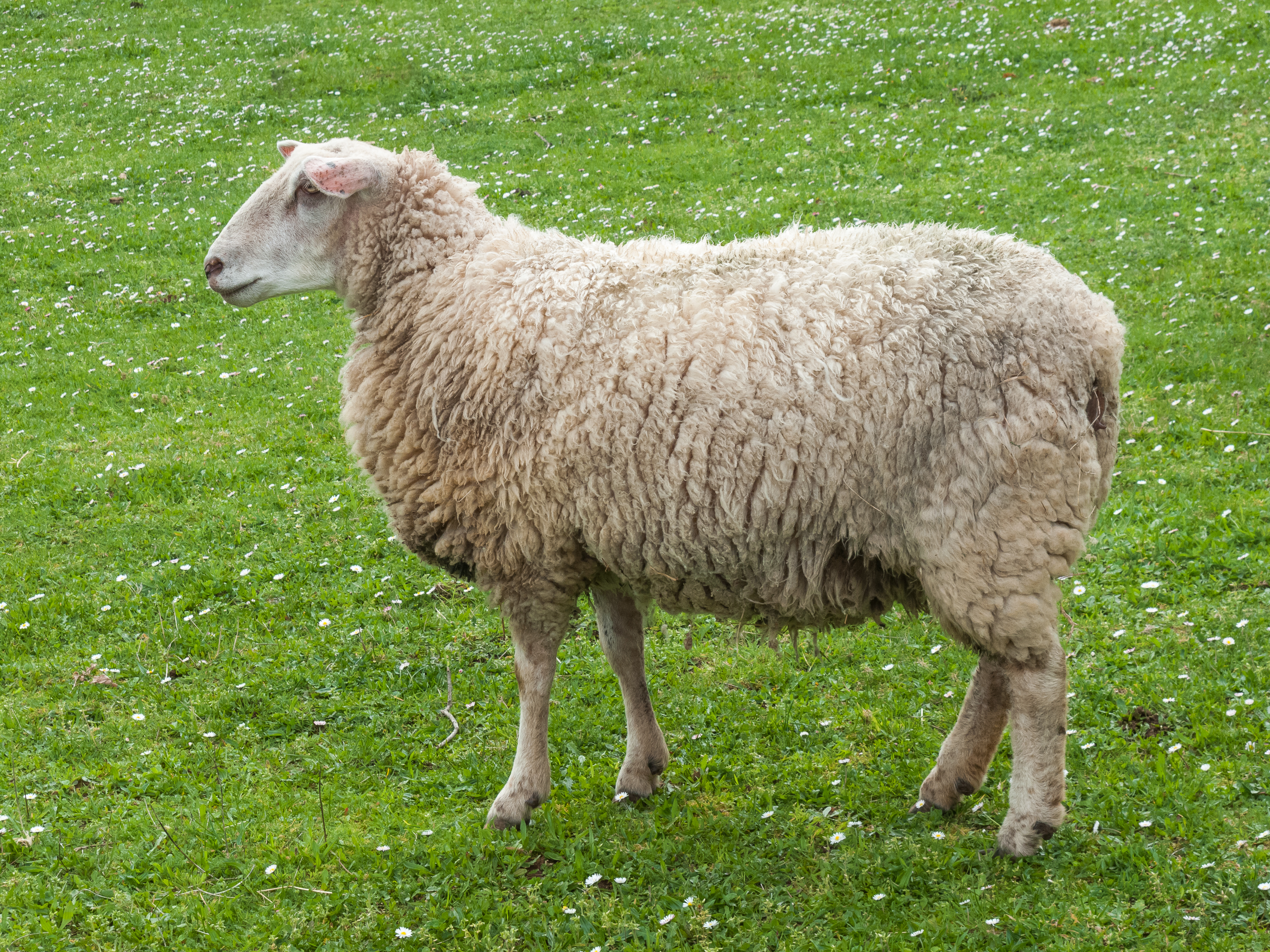
Một con cừu đang ăn cỏ

Chỉ có một số cừu thường xuyên cho ăn ngũ cốc nồng độ cao, ít giữ trong trại. Đặc biệt ở các quốc gia công nghiệp hóa, các nhà sản xuất cừu có thể vỗ béo cừu trước khi giết mổ. Nhiều nhà nhân giống cừu cho cừu cái ăn với một tỷ lệ lớn ngũ cốc nhằm tăng sự thụ tinh. Cừu cái có thể được vỗ béo trong thời kỳ mang thai làm tăng trọng, 70% tăng trưởng của cừu xảy ra trong 5 đến 6 tuần cuối của thai kỳ. Ngược lại, chỉ khi cừu cái cho con bú hoặc cừu ốm yếu cần vỗ béo thì mới cho ăn ngũ cốc.Thức ăn cho cừu phải được tính theo công thức đặc biệt, như hầu hết gia súc, gia cầm, heo, và thậm chí là dê, thức ăn chứa nhiều đồng có thể gây chết cừu.
Cừu đẻ trung bình 1,55 lứa/năm. Mỗi lứa được 1-2 con, cũng có con đẻ ba con/lứa, sinh sản tập trung trong thời gian ngắn, tính trung bình, mỗi năm cừu sinh sản 2 lứa, mỗi lứa chỉ có một con, nhưng sinh sản tập trung trong thời gian ngắn. Khi đẻ là đẻ đồng loạt nên không tốn nhiều công chăm sóc con nhỏ. Cừu là gia súc có thời gian sinh trưởng rất nhanh, chỉ sau 8 - 9 tháng là bắt đầu sinh. Còn nuôi thương phẩm thì chỉ 5 - 7 tháng đạt trọng lượng khoảng 20 kg là có thể xuất bán. Cừu đực phải nhốt riêng, 8-9 tháng tuổi mới cho chúng phối giống. Nếu phối tự do, một cừu đực có thể đảm nhận cho 20-30 cừu cái. Còn nếu phối giống có kiểm soát thì nó còn có thể phụ trách tới 40-50 cừu cái. Các loại dịch bệnh trên cừu cũng rất ít. Bệnh thường gặp là tụ huyết trùng, viêm phổi, nhiễm trùng máu... thường xuất hiện khi thời tiết chuyển mùa và trong mùa mưa, nếu phát hiện sớm là chữa trị dứt điểm.

## Tình hình chung

### TạiÚc

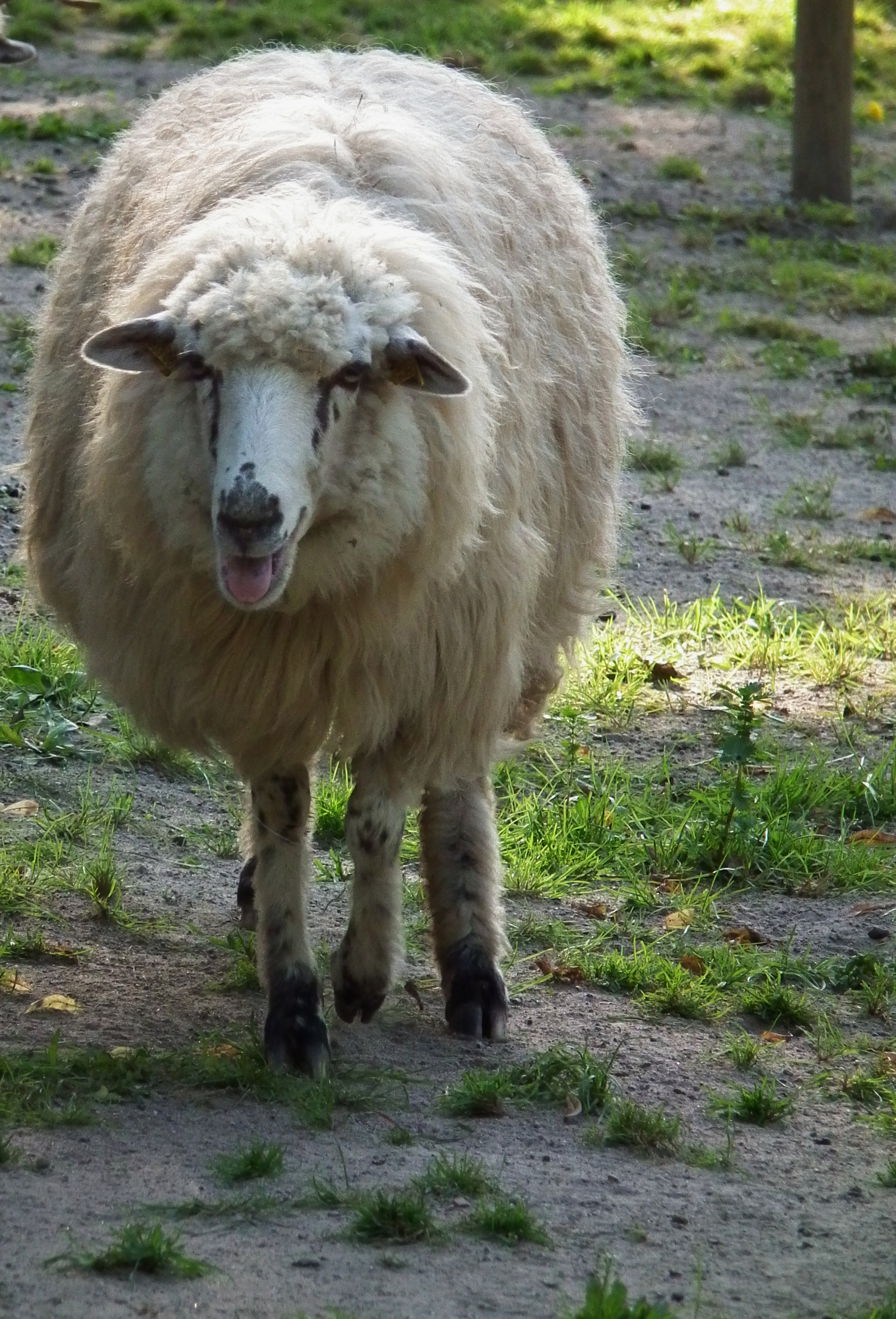
Một con cừu ở Úc

Là một quốc gia sở hữu hơn 100 triệu con cừu. Nước này đã cho xây Dingo Fence hay hàng rào chống chó Dingo để ngăn chó Dingo khỏi phá hoại mùa màng cũng như đàn cừu ở phía nam Queensland. Vào đầu thế kỷ 21, người ta ước tính có khoảng 120 triệu con cừu ở Australia. Do những ảnh hưởng của hạn hán và nhu cầu sử dụng lông cừu giảm, số lượng cừu cũng đi xuống và hiện còn khoảng 100 triệu. Con số này gần gấp 5 lần dân số của Australia vốn chỉ có hơn 20 triệu người. Australia nổi tiếng thế giới bởi số lượng và chất lượng các sản phẩm từ lông cừu.
Ngành công nghiệp thịt cừu ở Úc từ đó phát triển nhưng thăng trầm. Trong vòng nhiều năm qua đã có một sự thay đổi đáng kể giữa nguồn cừu và hoa màu trong các nông trại ở Úc bởi vì thu nhập của việc trồng ngũ cốc cao hơn thu nhập qua việc nuôi cừu. Nông dân Úc cũng chuyển sang nuôi bò vì giá thịt bò tăng cao sau năm 1998. Trong những năm gần đây, giá len, thịt cừu và cừu nguyên con đã tăng trở lại. Số lượng cừu của Úc đã giảm sút trên một phần ba trong vòng 15 năm qua, từ mức cao điểm là 173 triệu con vào năm 1990. Theo sự giảm sút của đàn cừu, số lượng thịt cừu đã từ đỉnh điểm là 395.000 tấn vào năm 1991 giảm xuống còn 297.000 tấn vào năm 2002. Năm 1992 chỉ có 30% người sản xuất len bán cừu cho các lò mổ thì đến năm 2002 tỉ lệ này đã tăng lên 47%.
Năm 2002 có khoảng 18.900 nông trại ở Úc nuôi cừu chất lượng cao. Trong số này có khoảng 7.900 nông trại thuộc dạng chuyên môn, đã thu được 20% lợi nhuận của toàn nông trại trong việc bán cừu chất lượng cao. Ngoài ra còn có 20.400 các nông trại khác, mỗi nông trại có hơn 200 con cừu, sản xuất len, thịt cừu và cừu nguyên con, nhưng không có cừu chất lượng cao. Loại cừu chất lượng cao này chủ yếu được nuôi ở miền Nam nước Úc và các vùng có lượng mưa nhiều tại New South Wales và Victoria. Nhìn chung, những nhà nuôi cừu chất lượng cao chuyên nghiệp chiếm một diện tích nông trại chỉ bằng nửa những người không chuyên, có số lượng cừu ít hơn và trồng tỉa hoa màu ít hơn. Tuy nhiên những nông trại này có số lượng cừu cái nhiều hơn, với số lượng sinh nở cao hơn 13% và bán cừu với giá cao hơn 10% so với những người không chuyên.
Thị trường nội địa về cừu là quan trọng đối với Úc, chiếm tỉ lệ 68% cừu nguyên con và 34% thịt cừu vào năm 2002. Trong thập kỷ vừa qua, lượng cừu xuất khẩu đã tăng gấp 3 lần, lên đến trên 124.000 tấn vào năm 2001, nhưng đến năm 2002 trận hạn hán đã làm giảm sút 12%, còn 109.700 tấn. Thị trường chính để xuất khẩu cừu bao gồm Mỹ, Papua New Guinea, khối Liên minh châu Âu, các Tiểu Vương quốc Ả Rập Thống nhất, Nhật Bản và Nam Phi. Trong số những thị trường này, Mỹ và khối Liên minh châu Âu là những thị trường có giá trị lớn.
Trong khi lượng cừu xuất khẩu sang Nhật Bản và Nam Phi đã giảm xuống còn một nửa kể từ năm 1994, số lượng xuất khẩu sang Mỹ, Ả Rập Saudi và Đài Loan đã gia tăng đáng kể. Một ngành công nghiệp chuyên môn đã phát triển để hỗ trợ cho việc xuất khẩu cừu sống, chủ yếu sang Trung Đông với số cừu xuất xứ chính từ miền Tây Úc, Nam Úc và Victoria. Lượng cừu sống xuất khẩu cũng gia tăng trong thập kỷ 1990, đạt đến mức kỷ lục là 6,8 triệu con vào năm 2001, nhưng lại giảm xuống còn 6,1 triệu con vào năm 2002. Những thị trường lớn vào năm 2002 là Kuwait, các Tiểu vương quốc Ả Rập, Jordan, Oman và Bahrain. Ả Rập Saudi trở lại là một thị trường lớn từ năm 2000, với lượng xuất khẩu vào năm 2002 là 1,9 triệu con.
Từ năm 1992 đến năm 2002 số lượng cừu ở Úc bị giảm 32%. Trận hạn hán khắp cả nước vào năm 2002-2003 đã góp thêm phần làm cho số cừu này sụt giảm. Số lượng cừu giảm từ tháng 6 năm 2002 đến tháng 6 năm 2003 là 6 triệu con, làm cho số lượng cừu của cá nước chỉ còn 97 triệu con con số thấp nhất tính từ năm 1946. Thu nhập về cừu và len vẫn là một nguồn quan trọng trong tổng thu nhập của nông dân Úc. Có trên 50% nông dân có tỉ lệ thu nhập từ 40% trở lên về cừu và len trong tổng thu nhập của họ. Đã có một sự điều chỉnh trong tỉ lệ các loại cừu, theo đó tỉ lệ cừu cái đã gia tăng hơn trước, và ở một số vùng có sự thay đổi quan trọng trong việc chuyển sang nuôi cừu chất lượng cao.

### New Zealand
New Zealand, nơi cừu đông hơn người New Zealand cũng nổi tiếng với những cánh đồng nuôi thả cừu rộng bao la, là đất nước của lông cừu và bò sữa. Tại đảo Nam New Zealand, nông dân dùng chó để chăn cừu. Ở đây, những chú chó được huấn luyện để dẫn đường và điều khiển cả một đàn cừu đông đúc như một người chủ thực sự. Những chú chó này được người dân New Zealand xem như di sản quốc gia, cần được gìn giữ.Khoảng 1/4 dân số New Zealand là nông dân. Họ sở hữu rất nhiều đất đai canh tác và nguồn thu nhập không lồ từ việc xuất khẩu các mặt hàng như bơ, sữa, bò, cừu... ở Woolly Shirelings, vùng đất nông trại ở Matamata, New Zealand. Vùng đất này nay đã nuôi lên đến 12.000 con cừu.

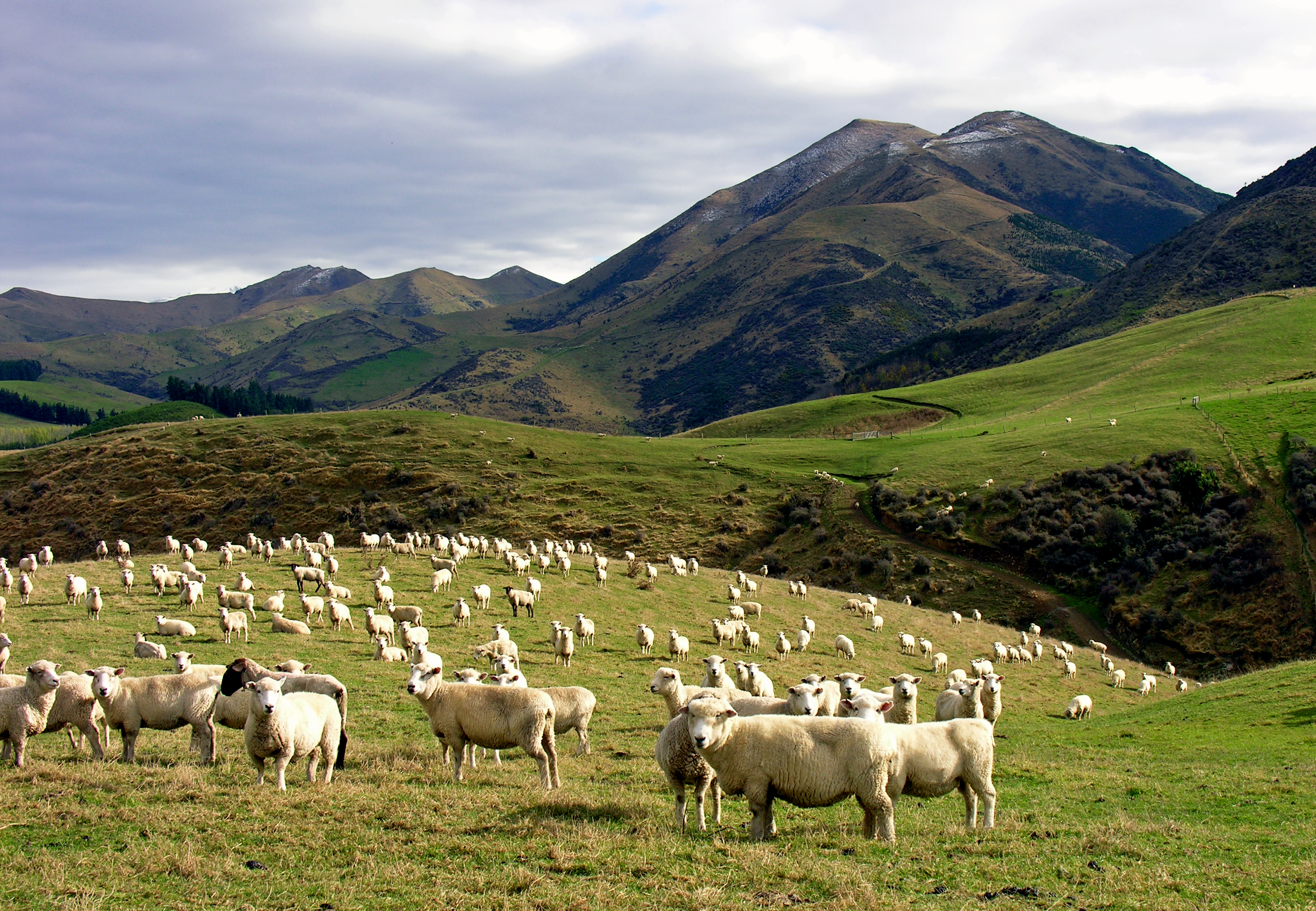
Đàn cừu ở Tân Tây Lan

### Trung Quốc
Trung Quốc cũng là nơi chăn nuôi nhiều cừu. Khu Tự trị Nội Mông miền tây Trung Quốc là nơi tập trung sinh sống của người dân chăn nuôi dân tộc Mông Cổ. Tuy nhiên, từ thế kỷ trước đến nay, môi trường thảo nguyên mà người dân chăn nuôi lâu nay sinh sống bắt đầu xấu đi, diện tích thảo nguyên cũng giảm dần. Bão cát liên miên không những khiến cuộc sống cơ bản của người dân chăn nuôi địa phương không được đảm bảo, mà còn khiến họ dần dần mất đi thảo nguyên lâu nay sinh sống. Chỉ có hơn 130 héc-ta chăn thả được, một năm chỉ nuôi được khoảng 200 con cừu, môi trường cũng không tốt Việc nuôi cừu cũng có nhiều rủi ro chẳng hạn như một gia đình chăn nuôi ở Trung Quốc phải đi nhặt xác những con cừu sau khi chúng bị sét đánh chết khi đang trú dưới gốc cây thông khi đàn cừu đang tập trung trú mưa dưới gốc cây thông ở huyện tự trị dân tộc Mông Cổ Hoboksar tại Khu tự trị dân tộc Duy Ngô Nghĩ Tân Cương của Trung Quốc.

### Indonesia
Chăn nuôi gia súc nhai lại nhỏ là một nghề quan trọng trong sản xuất nông nghiệp ở Indonesia. Có tới 55% nông dân nước này chăn nuôi dê, cừu ở các quy mô và phương thức khác nhau, dê, cừu vẫn là vật nuôi được phổ biến và là sự lựa chọn của đa số nông dân Indonesia, chăn nuôi dê, cừu quay vòng nhanh, có mức đầu tư không cao. Chăn nuôi cừu cũng khá phát triển, từ 7,811 triệu con năm 2003 lên 9,860 triệu con năm 2007. Chăn nuôi dê, cừu chủ yếu phát triển ở các tỉnh Đông Java, Tây Java, Trung Java, chiếm khoảng 63% tổng đàn dê, cừu toàn quốc. Năm 2007, sản xuất thịt cừu đạt 84,763 tấn, thịt cừu chủ yếu được sản xuất ở tỉnh Tây Java, chiếm 57% tổng sản lượng thịt cừu. Có khoảng 3 giống cừu được chăn nuôi ở là giống đuôi to, đuôi nhỏ và giống cừu Garut.

### Anh
Anh nổi tiếng với việc chăn nuôi cừu. Khó khăn trong việc chăn nuôi cừu là mùa đông. Hằng năm, cuối tháng 3, đầu tháng 4 đã là thời điểm nước Anh sang xuân để chuẩn bị đón nhận thời tiết ấm áp nhưng mùa đông đột ngột kéo dài, nếu mùa đông thời tiết giá lạnh đến đúng thời điểm đàn cừu dễ bị tổn thương nhất, bởi chúng đang ở giai đoạn cuối của thời kì mang thai, đầu thời kì sinh sản. Nhờ được bảo vệ bởi lớp lông dày nên những con cừu cái còn có khả năng sống sót. Nhưng cừu non vẫn còn quá yếu ớt. Thậm chí dù đã được bảo vệ bằng áo nhựa sưởi ấm, chúng vẫn gục ngã. Cừu non chỉ có thể sống trong khoảng nửa giờ đồng hồ trong điều kiện giá lạnh, trong khi tuyết rơi dày đến nỗi nhiều con bị chôn vùi hoàn toàn dưới tuyết. Đây là khó khăn chung của những hộ chăn nuôi cừu nhỏ lẻ, hàng ngàn con cừu đã chết trong đợt giá lạnh bất thường.

### Việt Nam
Ngành chăn nuôi cừu ở Việt Nam tập trung chủ yếu ở vùng Ninh Thuận. Từ ban đầu số lượng vài ngàn con, sau hơn chục năm phát triển, tổng đàn cừu ở Ninh Thuận duy trì ổn định khoảng 90.000-100.000 con. Cừu đã có mặt ở Ninh Thuận từ khá lâu và thời gian gần đây, nghề chăn nuôi cừu mới thực sự phát triển nhờ đầu ra bắt đầu ổn định. Cừu là loài vật nuôi không có nguồn gốc từ Việt Nam. Thời Pháp thuộc, các giáo sĩ đi truyền đạo đã đưa các con cừu từ Ấn Độ và Pakistan vào Ninh Thuận để nuôi. Nó thích ứng dần rồi trở thành loài vật nuôi riêng cho vùng đó. Ninh Thuận có khí hậu khắc nghiệt nhất nước, nắng nóng quanh năm, song lại là điều kiện thuận lợi để cừu phát triển. Cừu là vật nuôi có mặt từ rất sớm trên vùng đất Ninh Thuận, riêng giống cừu được dân tộc Chăm du nhập từ Ấn Độ cách đây trên trăm năm. 

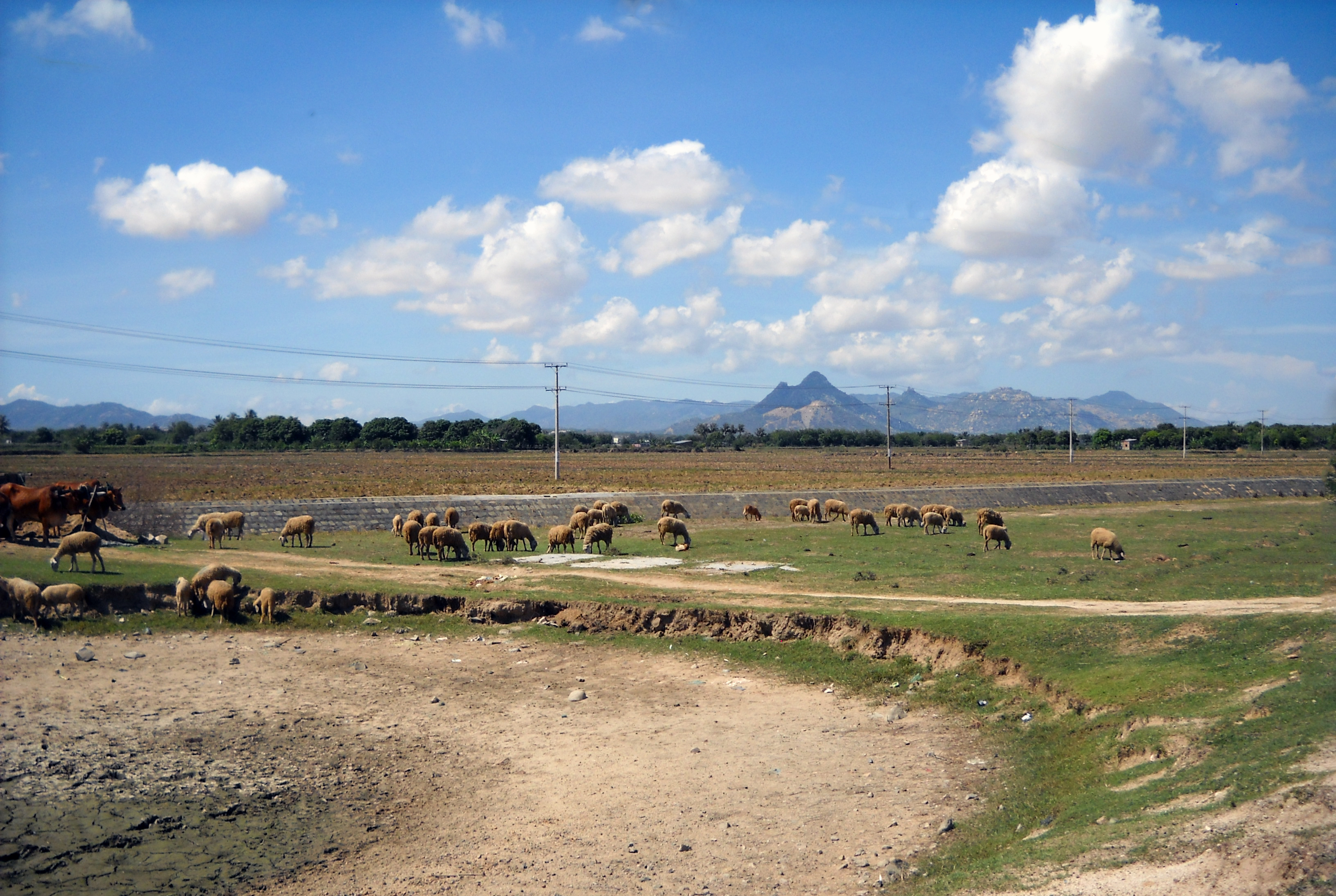
Chăn nuôi cừu ở Ninh Thuận

Ban đầu nhập nội với mục đích nuôi phục vụ cúng tế trong các lễ hội truyền thống của người Chăm và con cừu đã nhanh chóng thích nghi với vùng đất này. Ơ Ninh Thuận, dân tộc Chăm nuôi cừu nhiều. Tổng đàn cừu ở Ninh Thuận lên đến gần 83.000 con, tập trung tại các xã Bắc Phong (huyện Thuận Bắc), Phước Nam (huyện Thuận Nam), Xuân Hải (huyện Ninh Hải). Cừu là vật nuôi của người nghèo, đặc biệt là các hộ gia đình người dân tộc, giá giống không quá cao, chỉ khoảng trên 2 triệu đ/con. Nông dân chỉ cần khoảng 10 triệu đồng là đã có năm con giống, sau vài năm nhân đàn là đã có vài chục con và từ đây có thể thoát nghèo bền vững.
Thực tế ở Ninh Thuận đã xuất hiện nhiều trang trại nuôi cừu trị giá hàng tỷ đồng với quy mô từ 300 - 500 con, nhiều hộ dân đã thoát nghèo. Đàn cừu phát triển mạnh là do dễ nuôi, ít bị bệnh, giá cả tốt. Thời điểm giá cừu đắt, phải bỏ ra khoảng 7 triệu đồng để mua một con cừu nái, nhưng nếu nó đẻ được cặp cừu con đều là cái thì người nuôi sẽ thu hồi vốn. Các năm 2009, 2010, giá cừu giống cao đến mức từ 7-8 triệu đồng/con. Người nuôi cừu ở Ninh Thuận còn thiệt thòi khi nuôi cừu chủ yếu chỉ để lấy thịt, chứ chưa tận dụng hết những sản phẩm có giá trị kinh tế như da và lông. Và ngay cả thịt cừu thương phẩm chủ yếu xuất ra thị trường ngoài tỉnh, chứ ở tại các chợ Ninh Thuận, ít ai bán thịt cừu. Với giá con giống chỉ khoảng trên 2 triệu đ/con. Thịt cừu có hương vị rất đặc sắc. Có người không quen nhưng nhiều người lại thích thịt cừu, nhất là các du khách châu Âu, khách Ả Rập. Cừu có thể chế biến ra nhiều món như: Nướng, luộc, xào, xông khói, làm chả, nấu cari hoặc nấu lẩu...
Ở Việt Nam có giống cừu Phan Rang có thể coi là giống cừu duy nhất ở Việt Nam hiện nay. Giống cừu Phan Rang là một giống cừu được hình thành hơn 100 năm nay. Trải qua những điều kiện khí hậu nắng nóng gần như quanh năm, dưới sự tác động của chọn lọc tự nhiên và nhân tạo, giống cừu Phan Rang đã thích nghi cao với điều kiện sinh thái của Ninh Thuận, là giống cừu duy nhất ở Việt Nam hiện nay. Tuổi trưởng thành bình quân con cái nặng 39 kg, con đực 43 kg. Khoảng cách lứa đẻ 8 tháng (3 lứa trong 2 năm) Chúng chịu được điều kiện khô, nóng khốc liệt ở đây. Nó hơn hẳn cả dê và bò. Với khí hậu nắng nóng quanh năm, lượng mưa thấp, chỉ kéo dài khoảng 3 tháng (từ tháng 9 - 11 hàng năm) nên tỉnh Ninh Thuận rất thích hợp để cừu sinh trưởng và phát triển. Con cừu có một đặc tính hơn hẳn các loài khác, đó là sự chịu khó. Giữa cái nắng như đổ lửa, các loài khác đều tìm chỗ có bóng mát để trú thì đàn cừu vẫn tha thẩn trên đồng, trên những gò cát trơ trụi, nóng bỏng. Chúng cần mẫn gặm từng ngọn cỏ mới lún phún nhô lên. Vào mùa khô, khi không còn một loại cỏ nào có thể nhú lên được, cừu nhai cả các lá xương rồng to bằng bàn tay và chi chít gai.